# Elisabeth Verlooy
Elisabeth Verlooy (* 16. Juni 1933 in Löwen, Belgien; † 22. November 2012 ebenda) war eine belgische Sängerin (Sopran).

## Leben
Ihren ersten Gesangsunterricht erhielt sie von ihrer Mutter, die selbst Musikpädagogin war. Es folgte ein Klavierstudium bei Eduardo del Pueyo am Konservatorium Brüssel. Nach einem zweijährigen Studium am Conservatorio Giuseppe Verdi in Mailand erwarb sie ihr Diplom als Gesanglehrerin.
Verlooy gehörte dann als Sopranistin dem Brüsseler Ensemble Pro Musica Antiqua unter Safford Cape an. Mit diesem Ensemble, das auf Musik vom Mittelalter bis zur Barockepoche spezialisiert war, unternahm sie zahlreiche Konzertreisen. Nachdem sie 1956 den Mozartpreis des Mozarteums erhalten hatte, wurde sie von Georg Solti an die Oper Frankfurt verpflichtet. 1959 wechselte sie an das Staatstheater Hannover, dem sie bis zu ihrem Abschied 1993 angehörte. Als Gast sang sie an den führenden Opernhäusern in Deutschland, in der Schweiz und an der Wiener Staatsoper. Ihre letzten Lebensjahre verbrachte Verlooy in ihrer belgischen Heimat.
Zu ihren Partien gehörten die Gilda in Rigoletto, Zerbinetta in Ariadne auf Naxos und die Königin der Nacht in der Zauberflöte. Am 15. März 1964 sang sie am Staatstheater Wiesbaden bei der Uraufführung der Oper Yolimba oder Die Grenzen der Magie von Wilhelm Killmayer die Titelrolle.